# Patalene harpagulata
Patalene harpagulata là một loài bướm đêm trong họ Geometridae.